# Sândominic, Harghita
Sândominic (în maghiară Csíkszentdomokos) este satul de reședință al comunei cu același nume din județul Harghita, Transilvania, România.

## Date geografice
Localitatea se află în apropiere de izvorul Oltului, la 29 km de Miercurea Ciuc și de Gheorgheni. Satul este situat în depresiunea Ciucului, la o altitudine de 640 m (este punctul cel mai înalt al zonei).

## Monumente
- Biserica „Sfântul Dominic”, în forma actuală din secolul al XVII-lea, cu elemente dintr-un edificiu anterior, probabil din secolul al XIII-lea.
- Biserica greco-catolică
- Mănăstirea „Szent Margit”[2]
- Statuia episcopului Áron Márton
- Rezervația naturală Masivul Hășmașu Mare - Piatra Singuratică (800 hectare)

## Personalități
- Áron Márton (1896-1980), episcop romano-catolic de Alba Iulia, deținut politic
- Gyárfás Kurkó (1909-1983), politician de stânga, deținut politic